# Dactylurina schmidti
Dactylurina schmidti är en biart som först beskrevs av Hermann Stadelmann 1895.
Dactylurina schmidti ingår i släktet Dactylurina och familjen långtungebin. Inga underarter finns listade i Catalogue of Life.

## Utseende
Ett litet, slankt, svart bi med en bakkropp som är sammanpressad från sidorna. Arbetarna blir mellan 5 och 7 mm långa. Arten är mycket lik sin nära släkting Dactylurina staudingeri.

## Ekologi
Släktet Dactylurina tillhör de gaddlösa bina, ett tribus (Meliponini) av sociala bin som saknar fungerande gadd. De har dock kraftiga käkar, och kan bitas ordentligt. Till skillnad från andra afrikanska gaddlösa bin, bygger detta släkte ett bo med en lodrät, exponerad vaxkaka hängande från trädgrenar.

## Utbredning
Ett östafrikanskt bi som endast påträffats i Kenya och Tanzania.